# Lasiurus minor
Lasiurus minor (Miller, 1931) è un pipistrello della famiglia dei Vespertilionidi diffuso nei Caraibi.

## Descrizione

### Dimensioni
Pipistrello di piccole dimensioni, con la lunghezza totale tra 98 e 104 mm, la lunghezza dell'avambraccio tra 38,3 e 42 mm, la lunghezza della coda tra 40 e 47 mm, la lunghezza del piede tra 7 e 10 mm, la lunghezza delle orecchie tra 13 e 15 mm e un peso fino a 12 g.

### Aspetto
La pelliccia è lunga e densa. Il colore generale del corpo varia dal bruno-rossastro al bruno-grigiastro, talvolta brizzolato sulla groppa e con la base dei peli bianca. Il muso è appuntito e largo, dovuto alla presenza di due masse ghiandolari sui lati. Le orecchie sono corte, arrotondate e ben separate. Il trago è corto, stretto, con l'estremità arrotondata e curvato in avanti. La punta della lunga coda si estende leggermente oltre l'ampio uropatagio, il quale è densamente ricoperto di lunghi peli dello stesso colore del dorso. 

## Biologia

### Comportamento
Si rifugia solitariamente tra il fogliame degli alberi. Il volo è rapido e poco manovrato.

### Alimentazione
Si nutre di insetti catturati in volo sopra spazi aperti.

## Distribuzione e habitat
Questa specie è diffusa a Porto Rico, Hispaniola e nelle Bahamas.

## Conservazione
La IUCN Red List, considerato l'areale limitato e il declino della popolazione a causa della perdita del proprio habitat, classifica L.minor come specie vulnerabile (VU).